# Comuna Sveti Ilija, Varaždin
Sveti Ilija este o comună în cantonul Varaždin, Croația, având o populație de 3.511 locuitori (2011).

## Demografie
Componența etnică a comunei Sveti Ilija
     Croați (99,57%)
     Necunoscut (0,06%)
     Neclasificat (0,23%)
Componența confesională a comunei Sveti Ilija
     Catolici (98,29%)
     Necunoscută (0,6%)
     Alte religii (1,11%)
Conform recensământului din 2011, comuna Sveti Ilija avea 3.511 locuitori. Din punct de vedere etnic, majoritatea locuitorilor (99,57%) erau croați. Apartenența etnică nu este cunoscută în cazul a 0,06% din locuitori. Din punct de vedere confesional, majoritatea locuitorilor (98,29%) erau catolici. Pentru 0,6% din locuitori nu este cunoscută apartenența confesională.